# Baudoin d'Ailly
Pour les articles homonymes, voir Ailly (homonymie).
Baudoin d'Ailly dit « Beaugeois », (né v. 1355 et mort le 19 novembre 1415) est un chevalier français de la fin du XIVe et du début du XVe siècle, au service du roi de France et du duc de Bourgogne.

## Biographie

### Famille
Baudouin d'Ailly est issu d'une famille noble originaire d'Ailly-le-Haut-Clocher, en Picardie. Cette famille a pour fondateur connu Huon d'Ailly (~968 - 1022).
Baudoin d'Ailly est le fils de Robert III d’Ailly, dit « Wautier » (v. 1305-1384), chevalier, seigneur d'Ailly-le-Haut-Clocher, Quesnoy-sous-Airaines, Fontaines-sur-Somme, Boubers-sur-Canche, vidame d'Amiens et de sa seconde épouse, Marguerite de Picquigny, dame de Picquigny, (v. 1325- après 1398), héritière de la baronnie et de la vidamé d'Amiens.
Il épousa en 1387 Jeanne de Rayneval (v. 1360-1412), comtesse de Fauquembergues, dame de Raineval, Thory, Louvrechy, Pierrepont, Sauvillers, Esclainvillers, La Neuville sire Bernard, Contoire, La Broye, fille de Waleran de Rayneval et de Jeanne de Varennes, dame de Vignacourt, Flixecourt avec laquelle il a deux enfants :
- Raoul III d'Ailly (1385-1463 ou 1468), chevalier, baron de Picquigny, vidame d'Amiens (1444), seigneur de Rayneval, Varennes, Sénarpont et de La Broye, chambellan du Roi, épouse le 23 novembre 1413 Jacqueline de Béthune (née v. 1390), dame d'Englemoustiers, Vendeuil, Vieuxpont, Avedun et Vive, fille de Robert de Béthune et d'Isabeau de Ghistelles.
- Jeanne d’Ailly, dame d'Airaines, épouse Philippe de Harcourt, seigneur de Montgomery, puis Cornille de Gavre, seigneur de Lens, en Hainaut.

### Carrière politique et militaire
Baudoin d'Ailly fut seigneur de Picquigny, de Varennes, vidame d'Amiens, grand seigneur de l'Amiénois et fidèle du duc de Bourgogne Jean sans Peur, qui est conseiller et chambellan du roi de France Charles VI.
En 1383, il servit en Flandres. Avant 1400, il touchait une pension de Philippe le Hardi, qui lui fut confirmée par Jean Sans Peur. Il occupa une place importante à la Cour de Bourgogne. En 1404, Jean Sans Peur lui donna pouvoir pour traiter du commerce entre la Flandre et l'Angleterre. En 1410, il assista à la réconciliation des princes, dite Paix de Bicêtre, puis fut au nombre des douze chevaliers chargés d'administrer le royaume. 
En 1412, il se distingua à la bataille de Saint Rémy du Plain et au siège de Bourges. 
Baudoin d'Ailly mourut le 19 novembre 1415 des suites de ses blessures reçues à la bataille d'Azincourt (25 octobre 1415).

## Postérité
- Une rue de la ville d'Amiens, dans le quartier de Montières, porte son nom.
- Le Musée du Louvre conserve un groupe sculpté en fonte intitulé La mort de Baudouin d'Ailly (1355-1415) après la bataille d'Azincourt de  Jean-François-Théodore Gechter.